# Geografia Wysp Salomona

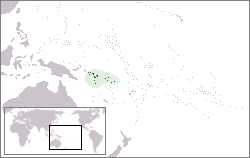
Położenie wysp

Wyspy Salomona – wyspiarskie państwo w południowo-zachodniej części Oceanu Spokojnego, które leży na wschód od Papui-Nowej Gwinei. Wyspy Salomona składają się z 992 wysp: Choiseul, Wysp Shortland, Wysp Nowa Georgia, Santa Isabel, Wysp Russell, Wysp Floryda, Malaita, Guadalcanal, Sikaiana, Maramasike, Ulawa, Uki, Makira, Santa Ana, Rennell, Bellona i Wysp Santa Cruz. Dystans pomiędzy najbardziej wysuniętymi na zachód i na wschód wyspami wynosi 1500 km. Szczególnie Wyspy Santa Cruz i Północne Vanuatu są położone dalej niż 200 km od pozostałych wysp.
Bougainville jest geograficznie częścią Wysp Salomona, ale politycznie Papui-Nowej Gwinei.

## Powierzchnia, położenie geograficzne i granice morskie

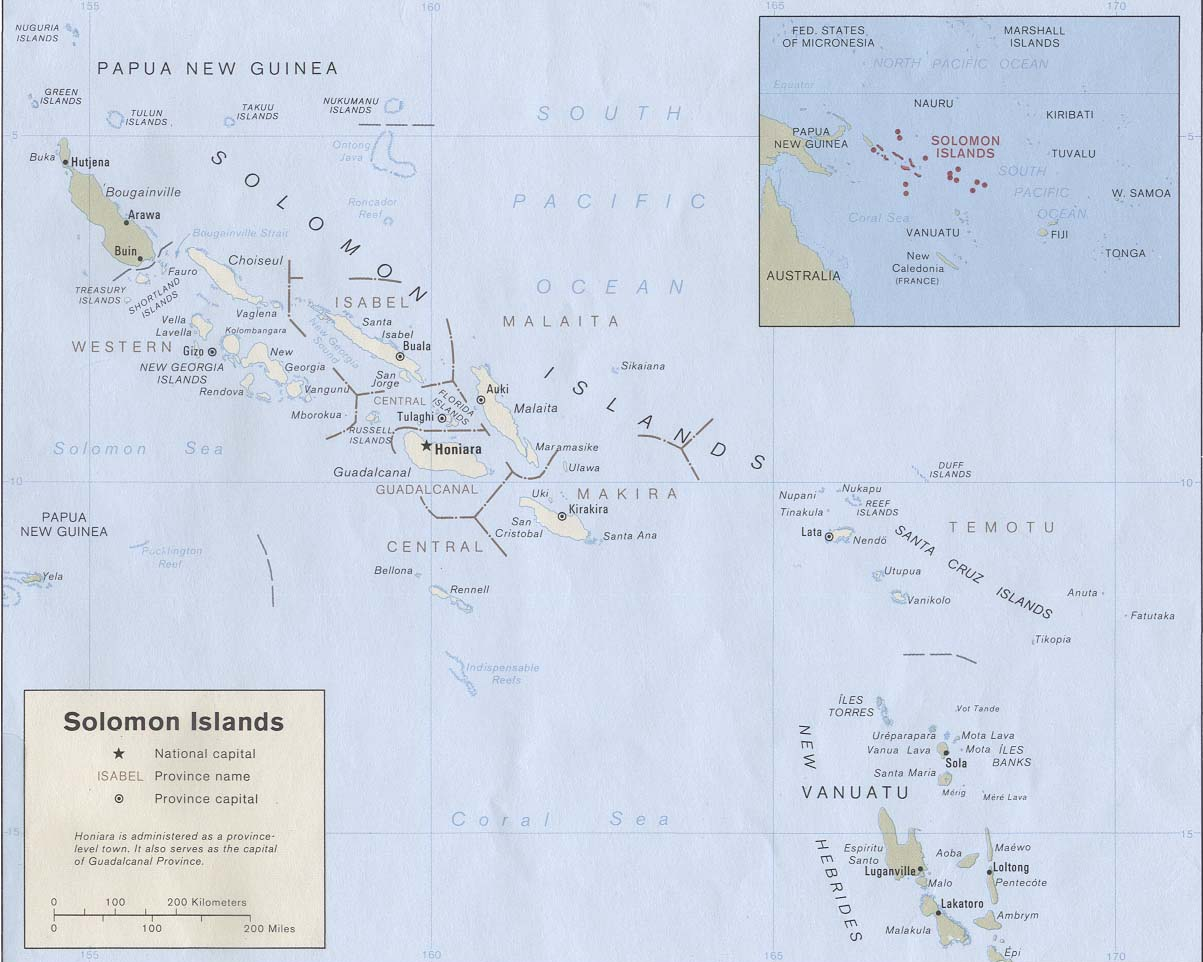
Mapa Wysp Salomona

### Powierzchnia
- ogółem: 28 450 km²
- gruntów: 27 540 km²
- wody: 910 km²

### Położenie geograficzne
Wyspy leżą między 5°S a 12°S, oraz między 155°E a 169°E.

### Granice morskie
- Szelf kontynentalny: 200 mil morskich
- Wyłączna strefa ekonomiczna: 200 mil morskich
- Morze terytorialne: 12 mil morskich

Linia brzegowa: 5313 km

## Budowa geologiczna i rzeźba
Wyspy Salomona są archipelagiem górzystych wysp, będących kulminacjami podmorskiego grzbietu oceanicznego. Cokół owego grzbietu stanowią bazalty, andezyty i skały metamorficzne, które są przykryte trzeciorzędowymi osadami morskimi. Wyspy są pochodzenia wulkanicznego. Procesy wulkaniczne nadały wyspom obecny kształt rzeźby terenu. Dotyczy to także małych wysp, które zbudowane z wapieni koralowych kilkakrotnie ulegały wypiętrzeniom.
Wszystkie wyspy cechują się w mniejszym lub większym stopniu górzystym krajobrazem. Największe wyspy cechują się dużymi wysokościami. Najwyższy szczyt kraju – wulkan Balbi wznosi się na 3123 m n.p.m. Drugi co do wysokości – Bagana wznosi się na 2608 m n.p.m. Małe wyspy także cechują się górzystym krajobrazem, ale szczyty tych wysp nie przekraczają 1500 m n.p.m. Najmniejsze wyspy mają postać atoli koralowych.
Wyspy Salomona są aktywne wulkanicznie i sejsmicznie.

## Klimat
Wyspy Salomona leżą w strefie klimatu równikowego wilgotnego, ochładzanego przez bryzę morską i kształtowanego przez monsuny i pasaty. Charakterystyczne są wysokie temperatury i ulewne deszcze występujące w okresie monsunu (od listopada do kwietnia).
Średnia temperatura powietrza i średnia suma opadów dla stolicy kraju wynoszą: w styczniu 28,9 °C i 325 mm, w lipcu 27,8 °C i 84 mm. Temperatury w ciągu dnia wynoszą zwykle od 25 do 32 °C, a w nocy od 19 do 22 °C. Wysoko na terenach górskich wartości termiczne są niższe. Od kwietnia do października występuje okres mniej nasilonych opadów. Na południowym wschodzie wieją wiatry, w porywach czasami do 30 węzłów lub więcej. Od listopada do marca mają miejsce największe opady, w północno-zachodniej części wysp wieje monsun. Cyklony powstają nad Morzem Koralowym i na obszarze Wysp Salomona, ale zazwyczaj skręcają w kierunku Vanuatu oraz Nowej Kaledonii lub na południe, do wybrzeża Australii.

## Flora i fauna
Naturalną szatę roślinną stanowią lasy równikowe. Pokrywa roślinna jest bardzo dobrze zachowana, a lasy stanowią 85% powierzchni kraju. Gatunki drzew reprezentowane są przez hebanowce, sandałowce, palmy, bananowce i drzewiaste paprocie. Na niskich wybrzeża rosną zarośla i lasy namorzynowe.
Świat zwierzęcy reprezentują liczne gatunki ptaków (m.in. papugi), gadów i owadów. Do gadów należą także różne gatunki krokodyli, jaszczurek w tym endemicznego legwana. Bogactwem cechują się wody okalające wyspy, gdzie występuje wiele gatunków ryb w tym rekiny.

## Zagospodarowanie terenu
Zagospodarowanie terenu:
- lasy: 85%
- grunty orne: 1%
- uprawy: 1%
- pastwiska: 1%
- inne: 12%

## Zagrożenia naturalne
Występują tu tajfuny, ale rzadko są one destrukcyjne. Wyspy to geologicznie aktywny region – częste są tu trzęsienia ziemi i aktywność wulkaniczna.
Środowisku przeszkadza wycinanie lasów, erozja gleby, a wiele okolicznych raf koralowych jest martwych bądź umiera.